# Provazec (jednotka)
Provazec je stará česká délková míra používaná již ve středověku, doložena je od 13. století z doby panování krále Přemysla Otakara II.

## Historie
Jako staročeská polní míra byla podle nařízení Přemysla Otakara II. z roku 1268 dlouhá 42 loktů (24,84 metrů). Po shoření zemských desek roku 1541 byl provazec ustanoven na 52 českých loktů (30,82 metrů). Uvádí se také provazec rybníkářský s délkou 22 loktů (13,01 metrů). Podle nařízení Karla IV. se užívalo i tzv. viničný provazec o délce 64 loktů (37,85 metrů). Podle městských práv měl viniční provazec v Praze délku 72 loktů (42,59 metrů).

## Různé odlišnosti provazce
- český provazec = 42 loktů českých = 24,893 metrů (před rokem 1541)
- český (zemský) provazec = 52 loktů českých = 30,82 metrů (po roce 1541)
- lesní provazec = 27 loktů lesních = 14,054 metrů (Hukvaldy, 1581)
- lesní provazec = 18 sáhů = 54 loktů českých = 32,006 metrů (Ahníkov, 1579)
- lesní provazec = 42 loktů a 2 pěsti (naděl Bůh) = 25,091 metrů (podle Hájka)
- provazec morzinovských panstí = 52 a 1/2 lokte českého = 31,117 metrů (17. století)
- rybníkářský provazec = 22 loktů a 2 pěsti (naděl Bůh) = 13,237 metrů (podle Hájka)
- slezský provazec = 10 prutů slezských = 43,275 metrů
- viniční provazec = 64 loktů českých = 8 prutů = 37,977 metrů (podle Podolského)
- zemský provazec = 42 loktů a 2 pěsti = 25,103 metrů (před rokem 1541)
- zemský lesní provazec = 39,7372 lokte vídeňského = 30,898 metrů
- zemský nový provazec = 40 loktů vídeňských = 31,102 metrů